# Konståret 1868

## Händelser
- Rodolphe Julian grundar Académie Julian.
- Felix Slade grundar Slade School of Fine Art
- Anders Koskull blir invald som ledamot i Konstakademien.

## Verk

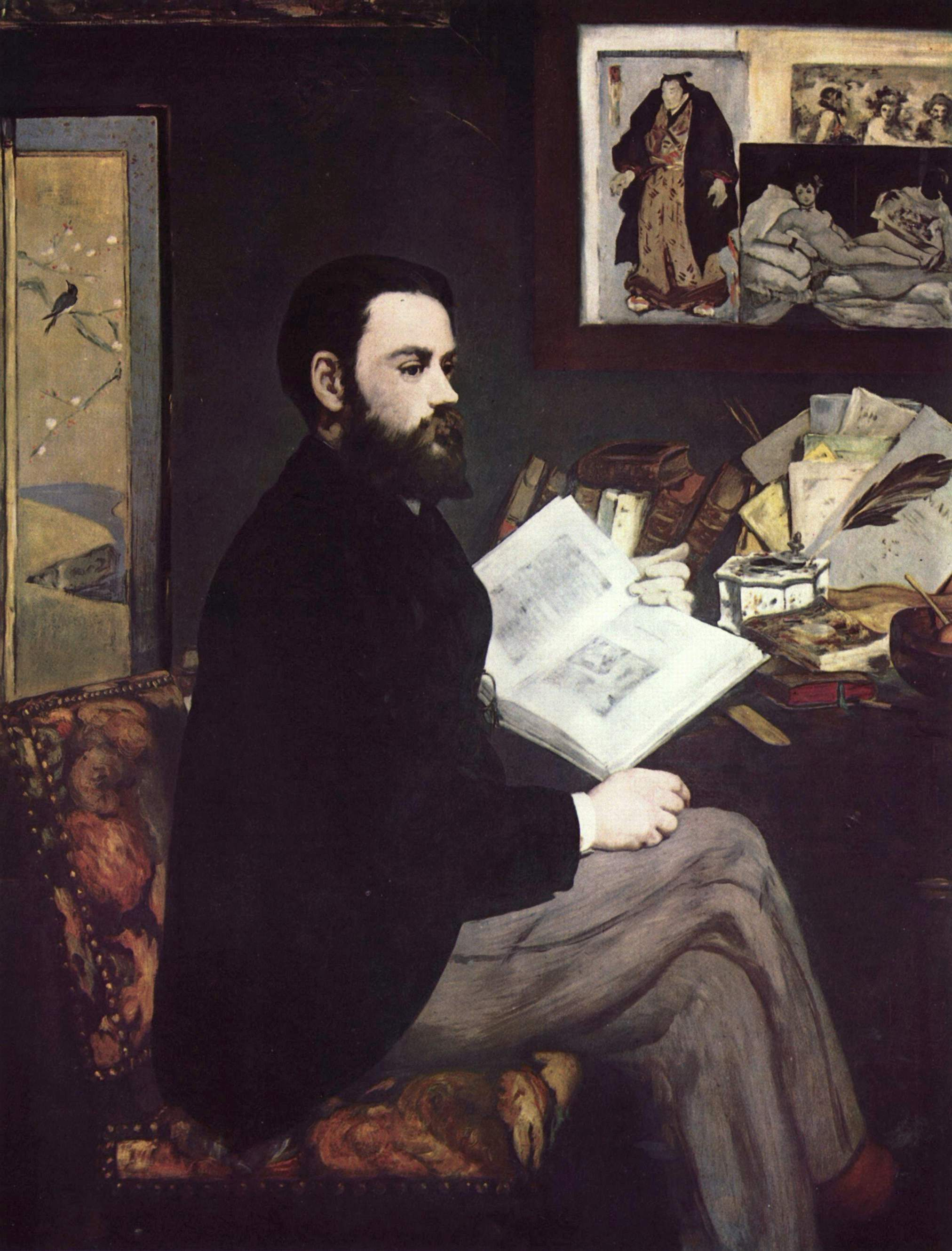
Édouard Manet målade Porträtt av Émile Zola år 1868. Den finns nu att beskåda pá Musée d’Orsay i Paris.

- Édouard Manet - Portrait d’Emile Zola (“Portrait of Émile Zola”) (Musée d’Orsay, Paris)
- Lawrence Alma-Tadema - Pheidias and the Frieze of the Parthenon, Athens (Birmingham Museum and Art Gallery, England).

## Födda
- 13 februari  – Alfred Ohlson (död 1940), svensk skulptör.
- 13 mars – Maja Sjöström (död 1961), svensk textilkonstnär.
- 27 mars – Axel Ebbe (död 1941), svensk skulptör.
- 28 mars – Cuno Amiet (död 1961), schweizisk målare.
- 15 april – Charles Friberg (död 1953), svensk målare och skulptör.
- 28 april – Émile Bernard (död 1941), fransk målare.
- 24 maj – Ecke Hedberg (död 1959), svensk konstnär och illustratör.
- 18 juni – Georges Lacombe (död 1916), fransk skulptör och målare.
- 12 oktober – Olof W. Nilsson (död 1956), svensk konstnär.
- 11 november – Édouard Vuillard (död 1940), fransk målare.
- 13 november – Olof Sager-Nelson (död 1896), svensk konstnär (målare).
- 12 december – Döderhultarn (död 1925), svensk träskulptör.
- 22 december – Gustaf Fjæstad (död 1948), svensk målare, grafiker och konsthantverkare.

## Avlidna
- 28 januari - Adalbert Stifter (född 1805), österrikisk målare.
- 13 februari - Charles Méryon (född 1821), fransk etsare.
- 21 februari - Josef Magnus Stäck (född 1812), svensk konstnär.
- 21 februari - Giuseppe Abbati (född 1836), italiensk målare.
- 1 mars - Herman Wilhelm Bissen (född 1798), dansk skulptör.
- 10 mars - Herman Wilhelm Bissen (född 1798), dansk skulptör.
- 15 mars - François-Édouard Picot (född 1786), fransk målare.
- 29 mars - Felix Slade (född 1788), grundare av Slade School of Art.
- 24 april - Hans Gasser (född 1817), österrikisk bildhuggare.
- 29 april - John Burnet (född 1781/1784), skotsk gravör och målare.
- 18 juli - Emanuel Leutze (född 1816), amerikansk målare.
- 24 juli - George Cattermole (född 1800), engelsk illustratör och målare.
- 10 augusti - Adah Isaacs Menken (född 1835), amerikansk målare.
- 13 november - Bonaventura Genelli (född 1798), tysk målare.